# Tekor Basilica
De Kerk van Sint-Sarkis (Armeens: Տեկորի տաճար), ook bekend onder de naam Tekor Basilica, was een volgens een datering van de Oostenrijkse historicus Josef Strzygowski 5e-eeuwse Armeense kerk. De kerk werd in het historische Armenië gebouwd, tegenwoordig in oost-Turkse provincie Kars. De nu schamele resten van deze belangrijke 5e-eeuwse kerk bevinden zich op een helling met uitzicht op het stadje Digor, het vroegere Tekor, 22 kilometer ten zuidwesten van Ani gelegen.

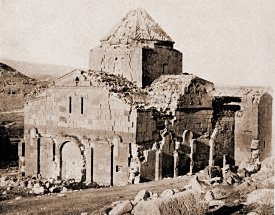
De kerk omstreeks 1912

De koepelvormige basiliek werd tijdens aardbevingen in 1912 en 1936 ernstig beschadigd en later ook door vandalisme. Verdere afbraak van de kerk vond plaats door de stenen van nog bestaande delen ervan te gebruiken bij de bouw van een nieuw stadhuis in de jaren 1960. Het stadhuis werd al in de jaren 1970 weer afgebroken, maar wat er met het oude bouwmateriaal van de kerk is gebeurd is onbekend. 
De inscripties, die het gebouw op de jaren 480 dateerden, waren de oudst bekende Armeense inschriften.
Tot de verwoesting gold de Sint-Sarkiskerk als de oudste Armeense koepelbasiliek. 